# Rosemarie Nitribitt

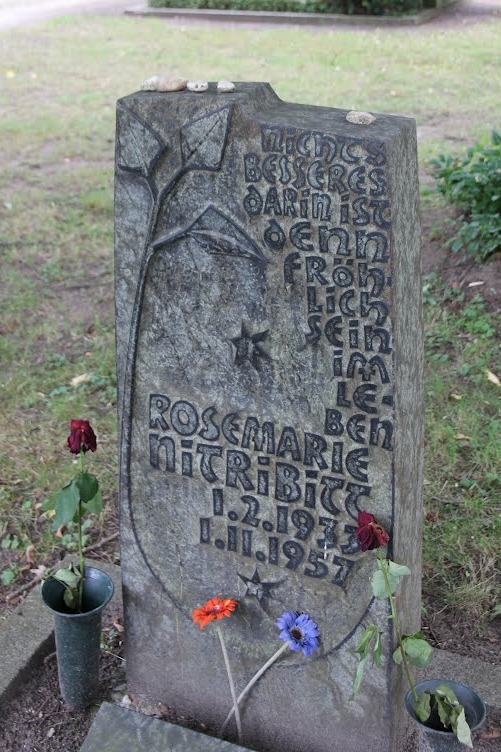
Grab Rosemarie Nitribitts mit dem Sterbedatum „1. November 1957“ auf dem Düsseldorfer Nordfriedhof

Maria Rosalia Auguste „Rosemarie“ Nitribitt (* 1. Februar 1933 in Düsseldorf; † vermutlich 29. Oktober 1957 in Frankfurt am Main) war eine deutsche Prostituierte, die ermordet wurde. Bei den polizeilichen Ermittlungen stellte sich heraus, dass sie Kontakt zu bedeutenden Persönlichkeiten hatte. Da der Mordfall nicht aufgeklärt werden konnte, kam es zu Vermutungen, dass einflussreiche Kreise aus Wirtschaft und Politik die Aufklärung zu verhindern suchten.
Die zu Lebzeiten als Frankfurter Edelprostituierte bekannte Nitribitt erlangte nach ihrem Tod landesweite Berühmtheit. Ihr Leben inspirierte unter anderem einen Roman, mehrere Spielfilme, das Musical Das Mädchen Rosemarie und Theaterstücke. Sachbücher und Filmdokumentationen befassen sich mit dem Fall Nitribitt.

## Leben
Rosemarie Nitribitt war vor allem in Frankfurt am Main schon zu Lebzeiten bekannt. Nach ihrem Tode erschienen zahlreiche Medienberichte über sie. Dennoch gibt es nur wenige gesicherte Erkenntnisse über ihr Leben.
Rosemarie, wie sie sich später nannte, kam als nichteheliches Kind zur Welt. Ihren Vater, einen Arbeiter aus Düsseldorf, der später Unterhaltszahlungen ablehnte, lernte Rosemarie vermutlich nie kennen. Sie wuchs wie ihre beiden Halbschwestern in ärmlichen Verhältnissen bei ihrer Mutter in Ratingen und Düsseldorf auf. Die Mutter musste mehrere Freiheitsstrafen verbüßen. Rosemarie wurde mehrmals in ein Kinderheim eingewiesen, wo sie als schwer erziehbar galt und mehrfach ausriss. Letztlich kam sie in eine Pflegefamilie nach Niedermendig; dort wurde sie im Alter von elf Jahren von einem 18-jährigen Mann aus der Nachbarschaft vergewaltigt, der kurz darauf zur Wehrmacht eingezogen wurde. Die Tat wurde den Behörden nie bekanntgegeben und der Täter nie zur Rechenschaft gezogen, obwohl man im Dorf wusste, wer es war.
Schon als Heranwachsende verdiente sie ihr erstes Geld mit Prostitution. Später zog sie nach Koblenz, anschließend nach Frankfurt am Main, wo sie – immer noch minderjährig – als Kellnerin und Mannequin arbeitete, bald aber wieder als Prostituierte. Sie wurde aufgegriffen und erneut in ein Erziehungsheim eingewiesen, aus dem sie bald wieder flüchtete. Von April 1952 bis April 1953 war Rosemarie Nitribitt in der „Rheinischen Landes-Arbeitsanstalt Brauweiler“ in der Abtei Brauweiler bei Pulheim untergebracht. Da sie als schwerer Fall galt, wurde sie vorzeitig (d. h. vor dem 21. Lebensjahr) für volljährig erklärt, damit sie entlassen werden konnte.
Sie gab sich große Mühe, ihre einfache Herkunft zu verbergen. Um in Gesellschaft nicht durch mangelnde Bildung und fehlende Weltbürgerlichkeit aufzufallen, lernte sie Englisch, Französisch und belegte Kurse für „gutes Benehmen“. Ein Freier schenkte ihr 1954 einen Opel Kapitän, damals ein außergewöhnlicher Besitz für eine Frau Anfang 20. Andere Freier luden sie in den Urlaub ans Mittelmeer ein. Hinterlassenen persönlichen Aufzeichnungen zufolge und nach Recherchen der Frankfurter Kriminalpolizei erwirtschaftete Nitribitt in ihrem letzten Lebensjahr ein unversteuertes Einkommen von etwa 90.000 DM (in heutiger Kaufkraft etwa 260.000 Euro). Mitte 1956 erwarb sie den berühmten schwarzen Mercedes-Benz 190 SL mit roten Ledersitzen, mit dem sie in Frankfurt sehr viel Aufsehen erregte und der ihr Markenzeichen wurde. Der Verbleib des Mercedes ist unklar.

## Ermordung und Beisetzung
Am 1. November 1957 wurde Nitribitt mit einer Platzwunde am Kopf und Würgemalen am Hals tot in ihrer Wohnung in Frankfurt am Main in der Stiftstraße 36 am Eschenheimer Turm aufgefunden. Laut Obduktion war ihr Tod 20 bis 30 Stunden vorher eingetreten.
Nitribitt wurde auf dem Nordfriedhof in Düsseldorf beigesetzt (Lage: Feld 95 Nr. 1148). Ihr Kopf wurde zuvor abgetrennt und von der Frankfurter Staatsanwaltschaft als mögliches Beweismittel zurückgehalten. Er wurde später der Frankfurter Polizei als Lehrmittel für die Kommissarsausbildung übergeben und im Kriminalmuseum Frankfurt ausgestellt. Nach 50 Jahren, im Dezember 2007, gab die Staatsanwaltschaft den Schädel Nitribitts frei. Er wurde am 10. Februar 2008 in ihrem Grab auf dem Nordfriedhof beigesetzt; Spender finanzierten eine Verlängerung der Nutzungsdauer.

## Ermittlungen und Gerüchte
Die Beamten ermittelten gegen einige zum Teil prominente Verdächtige, darunter waren Angehörige der Familie Krupp (Harald von Bohlen und Halbach), Harald Quandt, Ernst Wilhelm Sachs sowie sein jüngerer Bruder Gunter Sachs. Hingegen lassen sich in Film und Fernsehen immer wieder kolportierte Gerüchte über hochrangige Kunden Nitribitts aus dem Bonner Politikbetrieb, wonach neben dem damaligen Bundesverkehrsminister Hans-Christoph Seebohm auch der spätere Bundeskanzler Kurt Georg Kiesinger auf der Besucherliste der Prostituierten gestanden hätte, anhand der einschlägigen Zeugenaussagen und Vernehmungsprotokolle nicht belegen.
Der mit dem Fall befasste Kriminalkommissar Alfred Kalk sagte über das Notizbuch, in dem Nitribitt ihre Kontakte festhielt: „In dem Buch standen Namen, aber die waren nicht aus der großen Welt der Mächtigen und Reichen, sondern ganz normale Bürger. Das Höchste war ein Bankdirektor aus Bad Homburg.“ Nitribitt hatte in ihrem Taschenkalender von 1957 insgesamt 60 Namen aufgeschrieben. Der Besitzer eines Lebensmittelgeschäfts in München wurde beschattet und im Dezember 1958 mehrmals verhört, weil Nitribitt seinen Namen zusammen mit den Stichworten „Düsseldorf“ und „München“ in dem Taschenkalender notiert hatte. Im Januar 1959 wurde dem Verdächtigen mitgeteilt, dass die Ermittlungen gegen ihn eingestellt wurden. Zwölf Stunden später erlitt er einen tödlichen Herzinfarkt.
Kaum erklärbare Ermittlungspannen der Frankfurter Kripo nährten den Verdacht einer planmäßigen Vertuschung. Einige Akten verschwanden spurlos, die Beamten machten zahlreiche Fehler. Über Jahre und Jahrzehnte wurde spekuliert, dass brisante Akten und Verhörprotokolle vorsätzlich beiseitegeschafft worden seien, um prominente Freier und Verdächtige aus Politik und Wirtschaft zu schützen.
2013 stießen jedoch Archivare der Frankfurter Polizei in ihren Archiven auf die verschollen geglaubten Dokumente. Das Spurenbuch und einige ausgewählte Dokumente waren bis 1972 von den Frankfurter Ermittlern aktiv weitergeführt und dann nach Schließung des Falls schlicht im Archiv vergessen worden. Mit dem Auffinden der Akten können viele der Spekulationen und Gerüchte, die sich um den Fall rankten, als widerlegt betrachtet werden. Lange Zeit verloren geglaubte Teile der 24-bändigen Ermittlungsakten lagern im Polizeiarchiv Frankfurt. Darunter befinden sich vier Bände mit Vernehmungen, das Notizbuch von Rosemarie Nitribitt, erkennungsdienstliche Bilder von Tatverdächtigen, 19 Liebesbriefe, Postkarten und Gedichte von Harald von Bohlen und Halbach.
Die vielfache Behauptung, in der Wohnung Nitribitts sei ein laufendes Tonbandgerät gefunden worden, das die Ankunft des letzten Besuchers aufgezeichnet habe, kann mittlerweile als widerlegt gelten. In der Wohnung wurde zwar ein Grundig-Tonbandgerät sichergestellt, mit dem aber zuletzt Schallplatten aufgenommen worden waren. Die Aufnahme von Sprachaufzeichnungen wäre schon aus technischen Gründen nicht ohne weiteres möglich gewesen. Am Ende des eingelegten Tonbands befand sich tatsächlich eine Sprachsequenz, die offensichtlich zu einem früheren Zeitpunkt aufgenommen worden war, und zwar gegen die Laufrichtung der übrigen auf dem Band befindlichen Musikaufnahmen. Die schlechte Qualität der Sprachaufzeichnung erklärt sich durch den Bandlauf beim ersten Abspielen des Bandes durch die Frankfurter Kripo. Spielt man die Sprachsequenz gegen den Bandlauf der Musikaufnahmen ab, hört man, wie Nitribitt ihren Hund zu sich ruft.

## Gerichtsverfahren
Der Hauptverdächtige war ein Freund Nitribitts, der damals 34-jährige Handelsvertreter Heinz Christian Pohlmann († 1990 in München). Er wurde angeklagt, aber im Juli 1960 mangels Beweisen freigesprochen. Man habe trotz erheblicher Zweifel an der Herkunft des vielen Geldes, das sich unmittelbar nach der Tat in seinem Besitz befand und wahrscheinlich aus der Wohnung Nitribitts entwendet worden war, nicht mit letzter Sicherheit die Täterschaft Pohlmanns in der Mordsache erkennen können, hieß es in der Urteilsbegründung des Frankfurter Schwurgerichts.
Pohlmanns Verteidiger Alfred Seidl – der spätere bayerische Innenminister – hatte den Todeszeitpunkt infrage gestellt, den die Polizei für den Nachmittag des 29. Oktober 1957 angenommen hatte, und bekam Recht. Unter anderem hatten die am Tatort eintreffenden Beamten versäumt, die Temperatur der Leiche oder die Umgebungstemperatur in der laut Polizeibericht sehr warmen, fußbodenbeheizten Wohnung Nitribitts zu messen, was für die exakte Bestimmung der Todeszeit unbedingt notwendig gewesen wäre. Auch gab es Zeugenaussagen, wonach Nitribitt nach dem von den Ermittlern vermuteten Todeszeitpunkt noch Besorgungen erledigt habe (in der nahegelegenen Metzgerei Matthiae) und auf der Großen Eschenheimer Straße gesehen worden sei. Für diesen Zeitraum besaß der Angeklagte nach Ansicht des Schwurgerichts ein Alibi. Die Staatsanwaltschaft verzichtete auf eine Revision.
Die Unterlagen des Gerichtsverfahrens befinden sich heute im Hessischen Hauptstaatsarchiv in Wiesbaden.

## Rezeption

### Romane, Filme und Hörspiele
- 1958 verarbeitete Erich Kuby den Fall in seinem Roman Rosemarie. Des deutschen Wunders liebstes Kind.
- Ebenfalls 1958 erfolgte eine Verfilmung von Kubys Roman durch Rolf Thiele mit Nadja Tiller in der Hauptrolle unter dem Titel Das Mädchen Rosemarie.
- 1958 veröffentlichte der Schriftsteller Gert Ledig ein Hörspiel zum Fall Nitribitt: in der DDR unter dem Titel Das Duell im Aufbau-Verlag, Berlin; in Westdeutschland unter dem Titel Der Staatsanwalt im Steinklopfer Verlag, Fürstenfeldbruck.
- 1959 entstand der Film Die Wahrheit über Rosemarie von Rudolf Jugert. Rosemarie Nitribitt wurde hier von Belinda Lee verkörpert.
- 1960 spielte die Filmkomödie Das Spukschloß im Spessart beiläufig auf den Fall Nitribitt an: Hanne Wieder spielt den Geist Katrin, eine frivole Frauengestalt. Indem sie sich von einer Anhalterin mit Anspielung auf Straßenprostitution gleichsam hochdient und immer noblere Autos fährt, fährt sie im Abschluss der Szenensequenz ein weißes Mercedes-Cabriolet mit roten Sitzen.
- 1976 versuchte Rolf Thiele mit seiner letzten Regiearbeit Rosemaries Tochter an seinen Erfolgsfilm Das Mädchen Rosemarie anzuknüpfen.
- 1985 zeigte Horst Königstein für den NDR in der Fernsehproduktion Die Geldverleiherin nach einem Drehbuch von Bodo Kirchhoff, was aus Rosemarie Nitribitt hätte werden können, wenn sie nicht ermordet worden wäre.[29] Ein Kammerspiel mit drei Darstellern – Carola Regnier, Heinz Baumann und Bodo Kirchhoff – in der Sendereihe Die eigene Geschichte.
- 1995 entstand der Film Rosemarie Nitribitt – Tod einer Edelhure mit Catherine Flemming in der Hauptrolle als Rosemarie Nitribitt, Regie: Gunther Scholz, Buch: Friedhelm Werremeier.
- 1996 veröffentlichte Bernd Eichinger mit Das Mädchen Rosemarie eine Neuverfilmung der Thiele-Verfilmung von 1958 (Titelrolle: Nina Hoss).
- 2006 erschien der Roman Kaiserstraße von Judith Kuckart, in dem Motive aus dem Fall Nitribitt eingeflochten sind.
- 2008 wurde der Fall Nitribitt in der Hörspielserie Offenbarung 23 als Grundlage für die 25. Folge Sex and Crime genommen.
- 2008 zeigte das Deutsche Filmmuseum in Frankfurt am Main die Ausstellung „Alles über Rosemarie“, eine Chronik zur Entstehung des Films von Rolf Thiele und seiner Rezeptionsgeschichte.[30]
- 2025 erschien Diether Dehms Roman Aufstieg und Niedertracht 1 – Rebecca nimmt Rosemarie Nitribitt eine zentrale Rolle ein. Dehm verwebt den Mordfall mit dem entfesselten Nachkriegsmilieu in Frankfurt, verortet Nitribitt als Schnittstelle von Macht, Kapital und Geheimdiensten und geht dabei auf mögliche Verstrickungen von Politik und Wirtschaft in die Tat ein.[31]

### Fernsehdokumentationen
- 1986 strahlte die ARD die Filmreportage Die Nitribitt. Ein Mord und viele Täter aus, eine Produktion des HR in der Reihe Rück-Sichten. Regie und Buch: Samuel Schirmbeck. 8,07 Mio. Zuschauer sahen die Sendung (24 % Haushaltsquote).
- 2000 wurde Helga Dierichs Reportage Der Fall Rosemarie Nitribitt in der Reihe Die großen Kriminalfälle vom WDR gesendet.[8] Der Film wurde auch unter dem Titel Rosemarie Nitribitt – Tod einer Hure angekündigt.
- 2016 erschien die Fernsehdokumentation Der Fall Nitribitt (44 Min.) in der ZDFinfo-Serie Skandal! Große Affären in Deutschland.[32]
- 2020 wurde im ZDF die Dokumentation Tod einer Edelhure – Rosemarie Nitribitt (56 Min.) erstmals ausgestrahlt. Regie führte die Filmemacherin Birgit Tanner.

### Bühnenwerke
- 2004 wurde das Musical Das Mädchen Rosemarie in Düsseldorf uraufgeführt.[33]
- 2009 wurde im Schauspiel Frankfurt das experimentelle Theaterstück Remake::Rosemarie uraufgeführt. Regie: Bernhard Mikeska, Text: Lothar Kittstein. Valery Tscheplanowa als Rosemarie Nitribitt.[34]
- 2014 inszeniert der Regisseur und Schauspieler Milan Peschel Das Mädchen Rosemarie nach einer Adaption des Romans von Erich Kuby.[35]

## Sonstiges

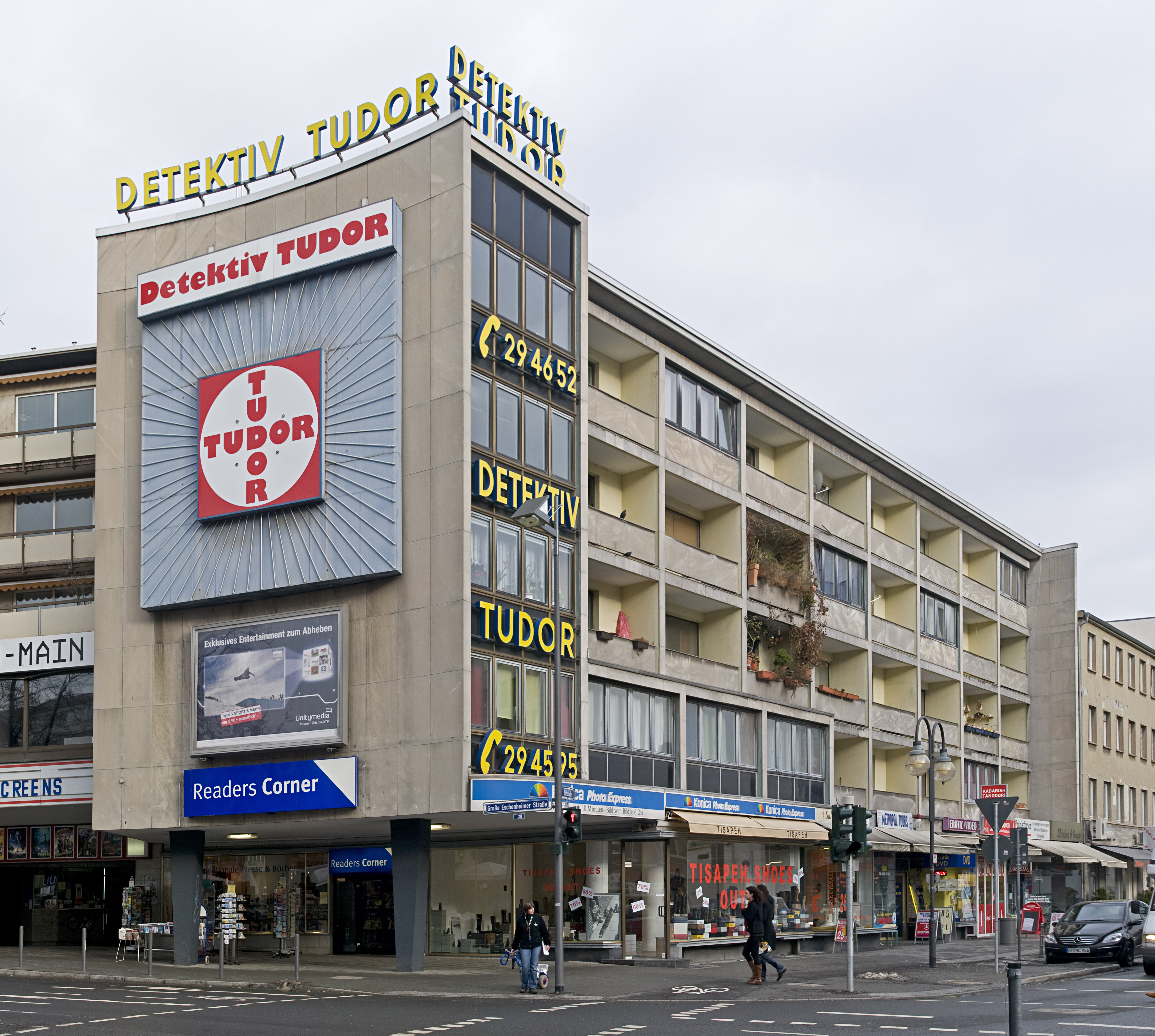
Appartementhaus Stiftstraße 36 am Eschenheimer Tor, 2010

Der Frankfurter Pressefotograf Mickey Bohnacker folgte im Auftrag des Boulevardblatts Abendpost Rosemarie Nitribitt in den drei letzten Tagen ihres Lebens durch Frankfurts Straßen. Am Auffindungstag wies er die Frankfurter Kripo darauf hin. Er wurde als Zeuge vernommen.
Der zeitgenössische Volksmund witzelte über den Namen Nitribitt, der an Nitrit erinnert. Zum Beispiel wird in dem Stück Tratsch im Treppenhaus des Ohnsorg-Theaters über einen Metzger gelästert, er tue „Nitribitt“ in die Wurst (statt „Nitrit“ im Sinne von Nitritpökelsalz).
Ähnlichkeiten mit dem Fall Nitribitt weist der Fall von Helga Matura auf, einer weiteren Edelprostituierten, die in Frankfurt mit einem Mercedes nach Kunden Ausschau hielt und 1966 ermordet wurde. Der Fall Matura wurde ebenfalls nie aufgeklärt.
In Frankfurt werden spezielle Stadtführungen zum Kriminalfall Nitribitt angeboten.
Das Geschäfts- und Appartementhaus, in dem Nitribitt am Ende ihres Lebens wohnte und auch ermordet wurde, ist seit November 2013 unter anderem aus geschichtlichen Gründen Kulturdenkmal nach dem Hessischen Denkmalschutzgesetz. In der Begründung hierzu wird ausdrücklich auf das Verbrechen Bezug genommen und das Gebäude als Nitribitt-Haus bezeichnet. Errichtet wurde das Gebäude auf einem kriegszerstörten Grundstück in den Jahren 1955–56 und bot allen Komfort der 1950er Jahre.
Das Buch Rosemarie – Des deutschen Wunders liebstes Kind von Erich Kuby war 2020 der für das Lesefest Frankfurt liest ein Buch ausgewählte Roman.